# Therese Heberle

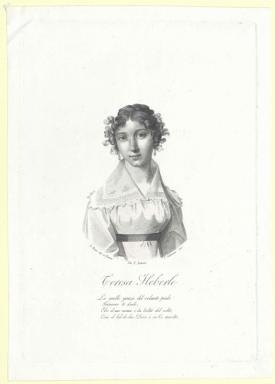
Therese Heberle

Therese Heberle (* 25. Oktober 1805 in Wien; † 5. Februar 1840 in Neapel) war eine österreichische Tänzerin und Sängerin.

## Leben
Die Tochter eines herrschaftlichen Kochs debütierte 1815 im Horscheltschen Kinderballett im Theater an der Wien. Bereits in der ersten Produktion Die kleine Diebin als Solistin herausgestellt, wuchs Heberle zum Star des Ensembles heran. Von 1821 bis 1826 war sie Solotänzerin im Theater am Kärntnertor und Kollegin von Fanny Elßler und Maria Taglioni. Gastengagements führten sie an die Italienische Oper in London, nach Turin (1824), Mailand (1826) und Neapel.
In Neapel heiratete sie 1833 den Bankier Falconet und verließ die Bühne. Durch den Bankrott von dessen Bankgeschäft verlor sie ihr Vermögen. Sie kehrte nun zur Bühne zurück und gab ab 1836 Gastspiele in London als Sängerin in der italienischen Stagione des King’s Theatre. Sehr erfolgreich war sie auch an der Mailänder Scala, wo später Carlotta Grisi anfangs als la petite Heberle bezeichnet wurde. Der Dichter Franz Grillparzer widmete ihr sein Gedicht Vorzeichen.